# Zemo Tskaro
Zemo Tskaro (en georgiano: ზემო წყარო; en armenio: Վերին Ծղարո) o Adgiljua (en abjasio: Адгьылхәа, romanizado: Adgylchva) es una aldea que pertenece a la parcialmente reconocida República de Abjasia, parte del distrito de Gulripshi, aunque de iure pertenece al municipio de Gulripshi de la República Autónoma de Abjasia de Georgia.

## Toponimia
Hasta el 3 de septiembre de 1948, la aldea estaba formada por Zemo Lemsa (en georgiano: ზემო ლემსა) y Shua Lemsa (en georgiano: შუა ლემსა).

## Geografía
Zemo Tskaro se encuentra en las estribaciones de los montes de Abjasia, en el curso bajo del río Kodori. La aldea se encuentra a 22 km de Gulripshi y se administra desde el pueblo de Tsebelda. 

## Historia
Antes del genocidio circasiano de 1867, aquí vivía un grupo etnográfico de abjasios tsabal. 

## Demografía
La evolución demográfica de Zemo Tskaro entre 1959 y 1989 fue la siguiente:
| 156                                                 | 150 |
| (Fuente: Population of Abkhazia since Soviet times) |     |

Antes de la guerra de Abjasia, la mayoría de la población local eran armenios.